# Ocypodoidea
Ocypodoidea – nadrodzina skorupiaków dziesięcionogich z infrarzędu krabów.
Zaliczane tu kraby cechują się różnorodną budową karapaksu. Jego region frontalny jest zwykle odchylony ku dołowi, często dwupłatkowy, bardzo wąski do średnio szerokiego. Czułki pierwszej pary są krótkie, z nieco powiększoną nasadą i zagiętym biczykiem wyrastającym z piątego członu. Czułki drugiej pary mają nasady zasłonięte przez region frontalny, a biczyki składane skośnie do prawie podłużnie. Często mają wysokie słupki oczne i bardzo długie dołki oczne, choć u Mictyridae dołki oczne są w zaniku. Jama przedgębowa (bukalna) ma duże rozmiary, zwykle jest z tyłu szersza, rzadziej owalna. Szczękonóża trzeciej pary zasłaniają ją całkiem lub zostawiają rombowatą przerwę. Szczękonóża te cechuje ponadto smukły egzopodit oraz głaszczek połączony stawowo z kątem przednio-bocznym meropoditu lub okolicą tego kąta (u Mictyridae głaszczka może nie być). Szczypce wykazują dymorfizm płciowy, a często też różnią się wielkością szczypce lewe i prawe. 
Należy tu 6 rodzin:
- Camptandriidae Stimpson, 1858
- Dotillidae Stimpson, 1858
- Heloeciidae Milne Edwards, 1852
- Macrophthalmidae Dana, 1851
- Mictyridae Dana, 1851
- Ocypodidae Rafinesque, 1815